# Homonota uruguayensis
Homonota uruguayensis este o specie de șopârle din genul Homonota, familia Gekkonidae, descrisă de Vaz-ferreira și Sierra de Soriano 1961. Conform Catalogue of Life specia Homonota uruguayensis nu are subspecii cunoscute.